# Puertas correderas (vehículos)

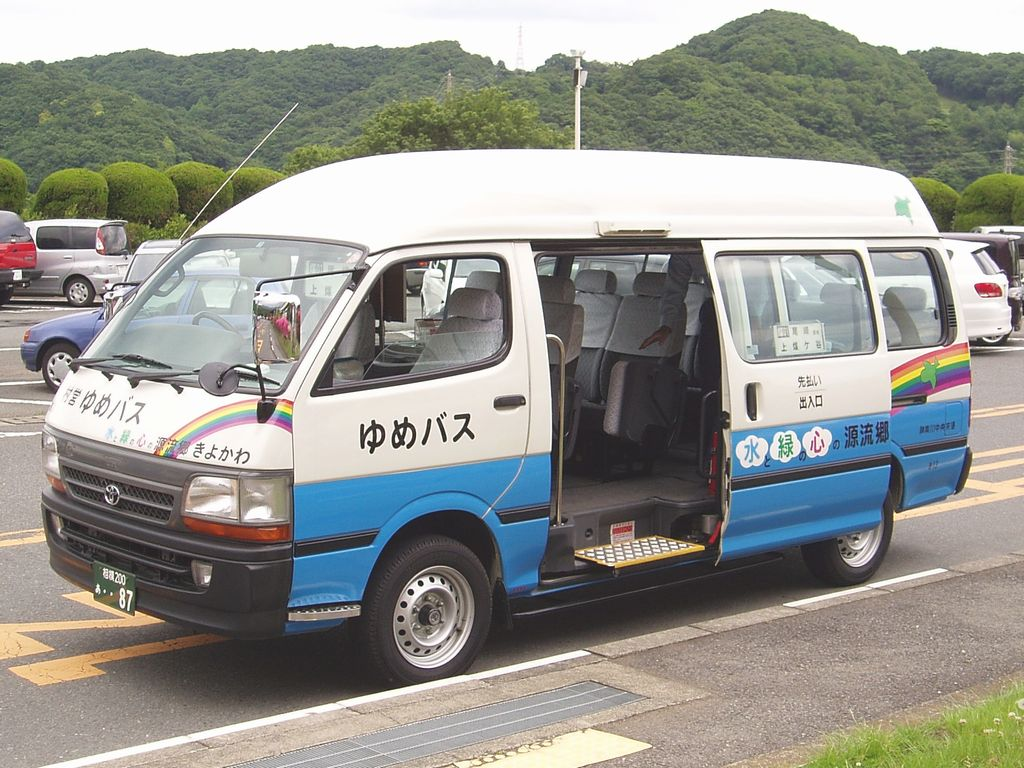
Un minibús Toyota Hiace con una puerta corredera

En los vehículos de transporte, una puerta corredera (puerta corrediza o puerta deslizante) es un tipo de puerta que se monta o se suspende de un riel para que pueda abrirse o cerrarse deslizando, por lo general horizontalmente y por el exterior del vehículo. Se usa principalmente en minibuses, furgonetas y en algunos monovolúmenes (incluso de tamaño reducido), para proporcionar una gran entrada o salida a los pasajeros sin obstruir el camino adyacente entre el vehículo y cualquier obstáculo contiguo. En furgonetas comerciales, permite disponer de un gran acceso al interior para la carga y descarga de mercancías.

## Aplicaciones habituales
Las puertas correderas se usan a menudo en el exterior de vehículos mini monovolúmenes, como el Toyota Porte, el Peugeot 1007 y el Renault Kangoo, pero se usan más comúnmente en monovolúmenes de mayor tamaño, como el Toyota Previa, el Eurovan, el Chrysler Voyager y el Kia Carnival. Su uso ha aumentado en los años a medida que ha crecido la popularidad de los monovolúmenes, ya que permiten un fácil acceso y posibilitan el estacionamiento en espacios reducidos. El tipo más común de puerta corredera (que tiene una suspensión de tres puntos y se abre primero hacia afuera, y luego se desliza por un costado del vehículo), fue introducido en 1964 por Volkswagen AG como una opción en su modelo Transporter.

### Puertas empotradas
Una puerta empotrada es una puerta corredera que al abrirse desaparece en un compartimiento dispuesto en la pared adyacente, o hablando en términos automovilísticos, en la carrocería del vehículo. Se utilizan en algunas furgonetas de reparto, como en la Renault Estafette y en la Morris J4, pero raramente en coches.
|                                              |
| Puerta empotrada en una furgoneta de reparto |

|                                                 |
| Puertas empotradas de una Kaiser Darrin de 1954 |

|                                                                                       |
| Interior de un tren MR-73 que muestra la puerta corrediza de dos paneles a la derecha |

|                                                                                               |
| Interior de un tren MR-63 que muestra la puerta corrediza de dos paneles abierta a la derecha |

### Autobuses
Las puertas de autobús deslizantes suelen tener bisagras en forma de pantógrafo, que mueven el panel de la puerta hacia afuera y luego en paralelo al costado del vehículo. Al cerrar, la puerta se encaja y se bloquea en la abertura. Esta disposición proporciona un sellado hermético e insonorizado, y se encuentra comúnmente en autocares.

### Trenes de pasajeros

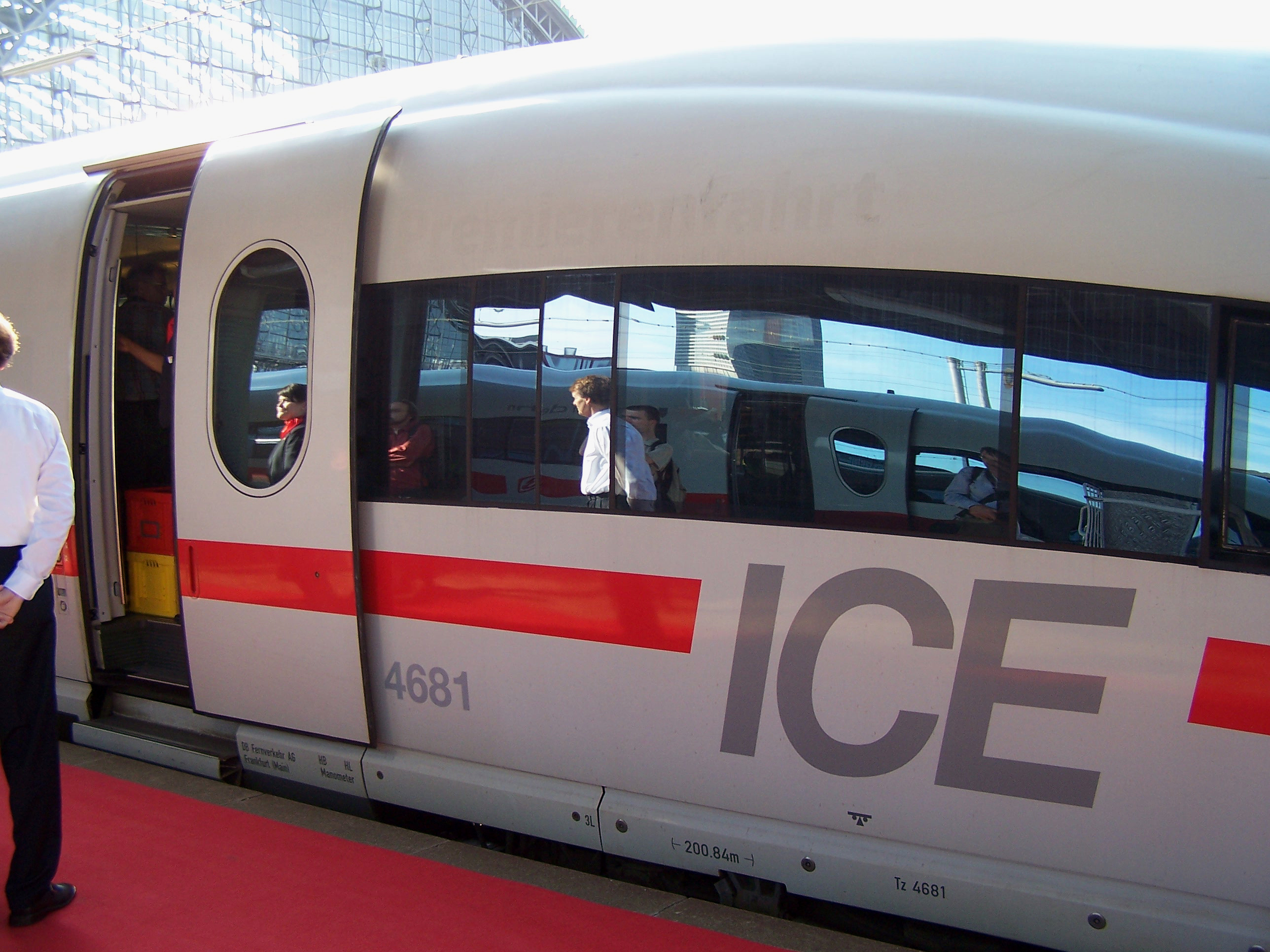
Tren ICE de alta velocidad

Numerosos trenes y coches de ferrocarril utilizan puertas de presión. En los trenes de cercanías y en los regionales, estas puertas ocupan menos espacio que las puertas deslizantes, pero pueden restringir la compatibilidad del material rodante con andenes altos, ya que estas puertas se abren hacia afuera.
Los trenes de alta velocidad utilizan puertas correderas con cierre de presión, que se pueden hacer herméticas, insonorizadas y reducir la resistencia aerodinámica.

## Variantes

### 1953: Kaiser Motors

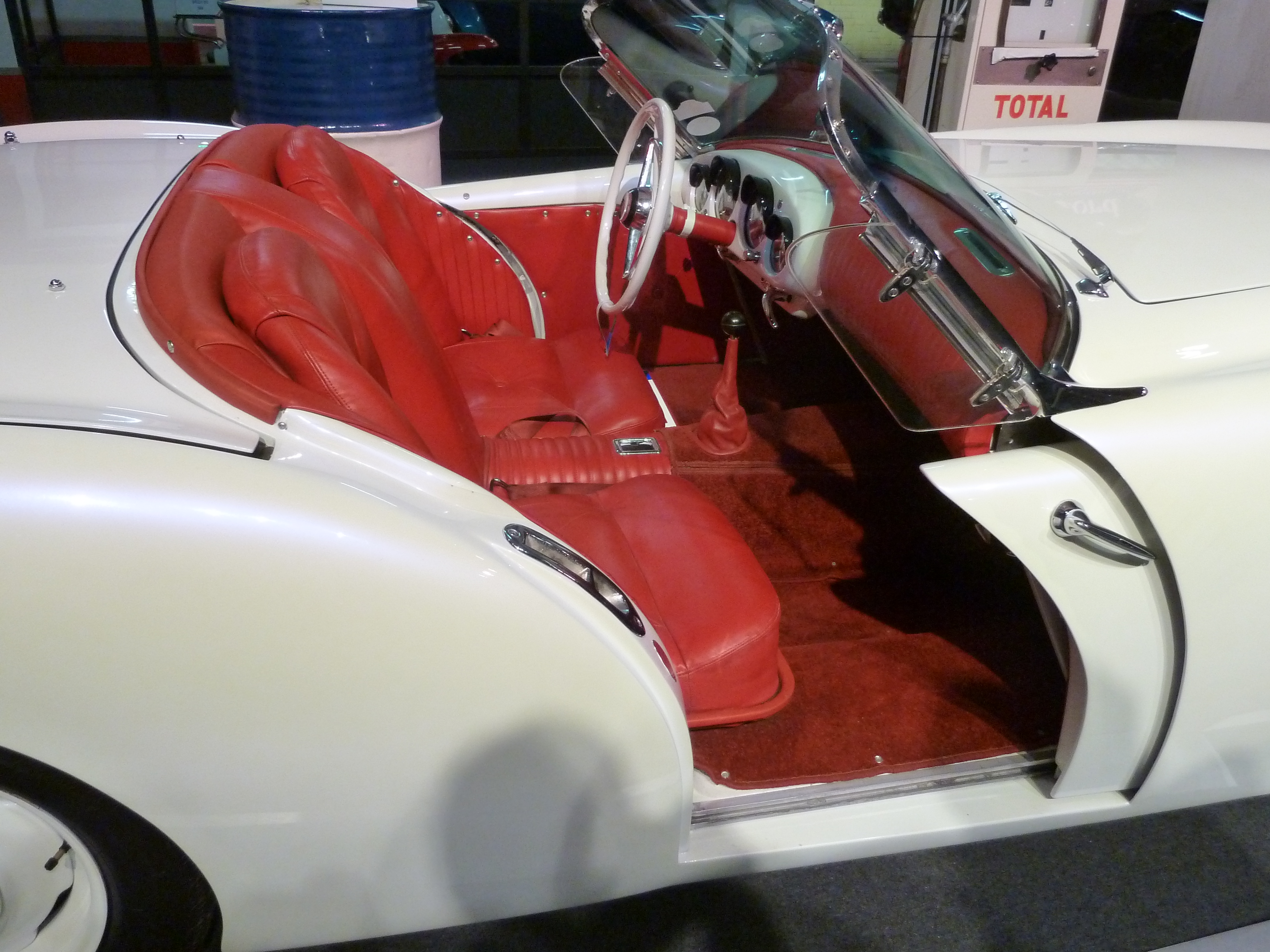
Puerta corredera empotrada en el guardabarros delantero de un Kaiser Darrin

Kaiser fue el primer y único fabricante de automóviles en presentar coches equipados exclusivamente con puertas correderas, aunque solo algunos de sus modelos como el Kaiser Darrin disponían de ellas. Las puertas correderas de Kaiser disponían de un diseño novedoso, ya que se deslizaban hacia el guardabarros delantero.

### Puerta corredera de riel interior
Estas puertas se abren normalmente como las correderas de una furgoneta tradicional, pero tienen el mecanismo de deslizamiento situado en el interior y en el costado de la puerta, lo que permite ocultarlo mejorando el aspecto exterior del vehículo. Este diseño es muy poco común, y solo se ha utilizado en vehículos Mitsubishi, empresa que inventó el sistema. El primer vehículo en usarlo fue el Mitsubishi RVR Space Runner, debido a que es un automóvil corto en comparación con el tamaño de la puerta deslizante, lo que impedía situar un riel en el exterior del automóvil de suficiente longitud. Por lo tanto, se utilizó un mecanismo interior para que la puerta corredera se pudiera deslizar lo suficiente para permitir que los pasajeros entrasen y salieran del automóvil fácilmente. El nuevo Mitsubishi EK Wagon/Nissan Otti también usa este tipo de puerta corredera, pero la tiene solo en un lado, mientras que la puerta del lado del conductor de los asientos traseros es una puerta con bisagras normal. La puerta corredera del modelo EK está accionada eléctricamente.

### Puertas verticales
Una puerta vertical es un tipo de puerta corredera que se desliza verticalmente, generalmente sobre un riel.

#### 1989-1991: BMW Z1

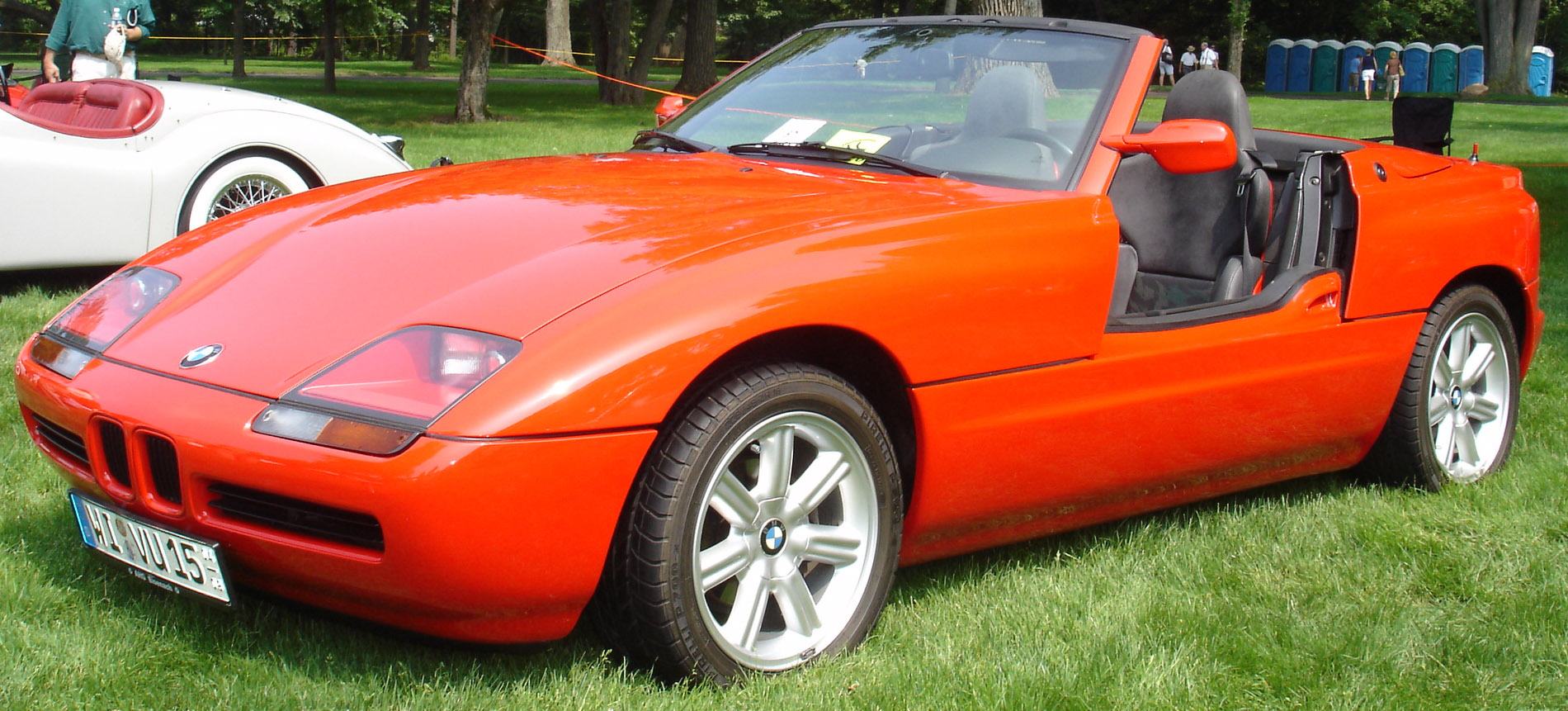
Un BMW Z1 con sus puertas abiertas

Las puertas del BMW Z1 se deslizan verticalmente hacia el interior del chasis del automóvil. Esto significa que se deslizan en un compartimiento dentro de la carrocería del automóvil y, por lo tanto, técnicamente también son puertas empotradas, pero no se clasifican como tales porque no se deslizan en su longitud hacia un compartimiento adyacente. La inspiración para estas puertas provino de los tradicionales descapotables, que antiguamente contaban con puertas desmontables de metal o de tela. Debido a que las puertas desmontables no encajaban dentro de los objetivos de diseño de BMW, se instalaron las puertas correderas verticales en su lugar.
Las puertas se deslizan verticalmente hacia abajo en la carrocería, lo que significa que las mitades superiores de los lados del automóvil se deslizan hacia la mitad inferior. Los umbrales altos pueden dificultar la entrada y la salida, aunque ofrecen protección contra choques independientemente de las puertas; por lo tanto, el vehículo se puede conducir de manera legal y segura con las puertas hacia arriba o hacia abajo. Las ventanas se pueden operar independientemente de las puertas, aunque se retraen automáticamente si se baja la puerta.

#### 1993: Prototipo Lincoln Mark VIII
Las puertas del prototipo Lincoln Mark VIII se deslizan hacia la parte inferior del chasis y desaparecen de la vista. Con esta configuración, resolvió el problema de un umbral de puerta alto del BMW Z1. Sin embargo, este diseño es mucho más complicado, por lo que aumenta el riesgo de sufrir fallos. Además, todos los mecanismos para hacer que las puertas funcionen agregan una cantidad significativa de peso al automóvil, lo que lo ralentiza y lo hace menos eficiente.
El diseño tuvo su origen en que los ejecutivos de Lincoln estaban preocupados por las puertas grandes y pesadas del Mark VIII y querían mejorarlas, especialmente para las ciudades con plazas de aparcamiento estrechas. Tenían la idea de un Mark VIII con puertas que desapareciesen debajo del automóvil y que no requiriese espacio adicional exceptuando una mayor batalla del automóvil para que las puertas se pudieran abrir por completo. En esta época era habitual que los grandes fabricantes de automóviles subcontrataran sus prototipos a otras empresas especializadas en diseño y construcción. En este caso, el Mark VIII se encargó a Joalto, empresa ubicada cerca de Detroit. Joalto todavía posee muchas patentes en Estados Unidos con el chasis y la construcción de la carrocería de este vehículo.
Joalto Design Inc. construyó este prototipo único en su tipo y lo envió a Lincoln para su aprobación de cara a ser producido en serie. Sin embargo, a los ejecutivos no les gustó el diseño y ordenaron la eliminación del prototipo, aunque no llegó destruirse y el vehículo se vendió en eBay en septiembre de 2007.